# Palacete Bolonha
O Palacete Bolonha é uma edificação estilo palacete de 1905 localizado na cidade brasileira de Belém, capital do estado do Pará, idealizado durante o Ciclo da Borracha, período que inspirou e proporcionou a Belle Époque da Amazônia, projetada pelo arquiteto Francisco Bolonha para inicialmente ser sua moradia juntamente com sua esposa Alice Ten Brink.
A inauguração do Theatro da Paz em 1878 no contexto da então província do Grão-Pará (1821–1889), durante o período da Belle Epóque (1871–1914), formou com esta edificação o polígono da cultura (Palacete Bolonha, Grande Hotel, Cine Olympia e Teatro da Paz) local onde reunia-se a elite da borracha de Belém.

## História
O Palacete Bolonha localizado no bairro de Nazaré em Belém iniciou sua construção em 1905 no âmbito do Ciclo da Borracha, Francisco Bolonha foi um grande empresário do cenário paraense e engenheiro responsável por obras importantes e até hoje presentes na paisagem urbana da capital paraense tais como o Bar do Parque, o Mercado de Carne do Ver o Peso e o Palacete Bibi Costa. Seu palacete residencial possui cinco andares, foi a edificação mais alto de Belém na virada do século e é um ícone arquitetônico do estilo eclético em Belém. Falecido em 1938 Bolonha não deixou herdeiros, viveu com sua esposa Alice no Palacete até seu último dia.[carece de fontes?]
Alice Ten Brink, na juventude uma pianista carioca, após a morte do esposo retorna ao Rio de Janeiro e vem a falecer nos anos 50 já com 77 anos. Antes de retornar à capital carioca, a Sra Bolonha realiza um grande leilão e vende o Palacete com todos os seus móveis e principais objetos decorativos. O Museu Bolonha é atualmente vinculado a Fumbel - Fundação Cultural do Município de Belém, aberto à visitação pública gratuita.[carece de fontes?]

## Arquitetura

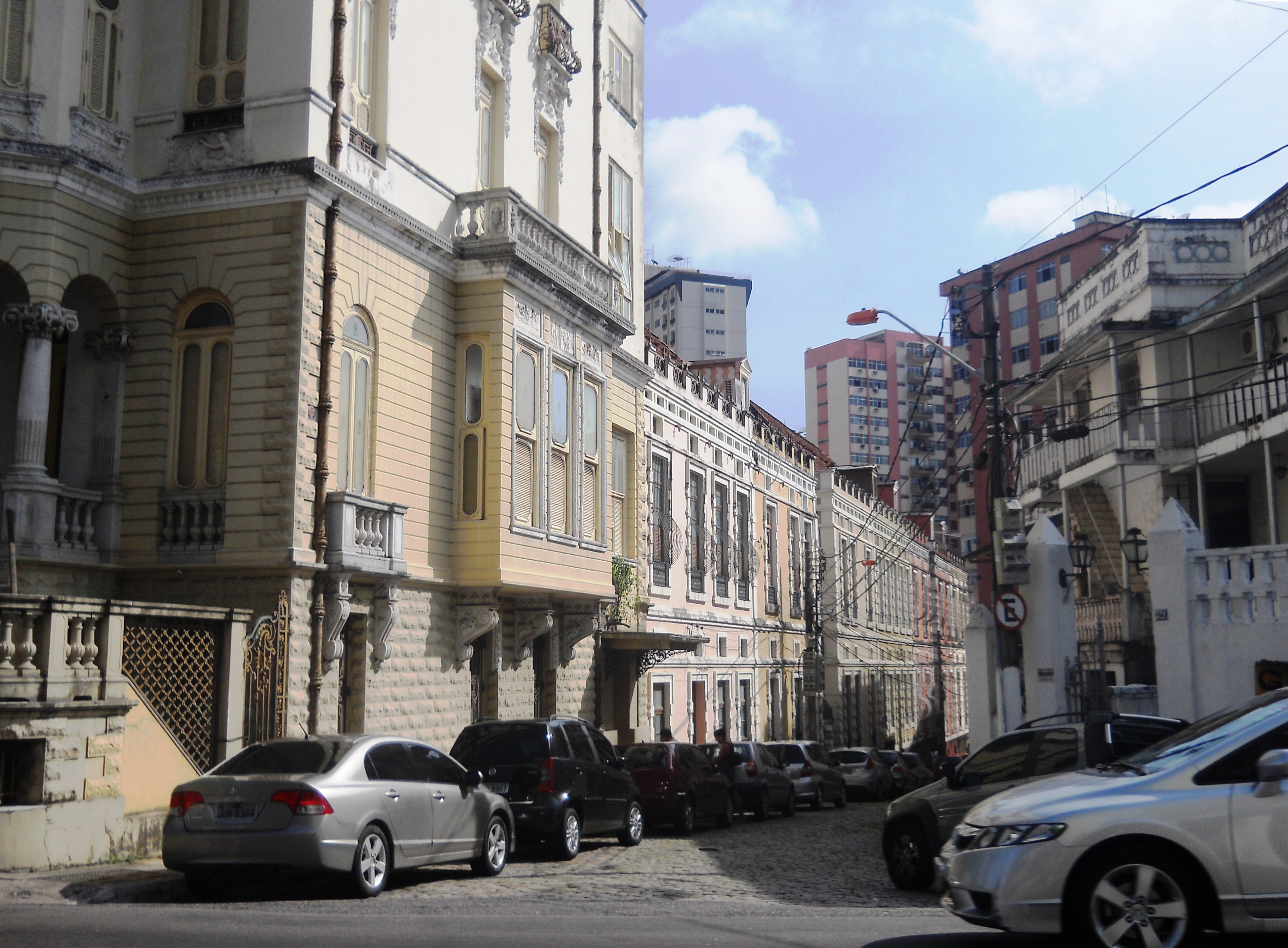
Vista lateral do palacete.

O Palacete Bolonha é um dos símbolos da Belle Époque de Belém, com seus vários estilos arquitetônicos.O Palacete foi sinônimo de luxo e sofisticação no espaço urbano de Belém, um exemplar do ecletismo, mesclando os estilo neoclássico, art nouveau, barroco e rococó.
Possui cinco pavimentos, com térreo, salão, área social, banheiros e quartos, além da fachada que mede quase vinte metros de altura. O pavimento térreo servia às acomodações dos empregados e era onde ficava também a área de serviços.
O primeiro pavimento era utilizado como área social, para recepção de visitas. Através do pátio de entrada, encontra-se o vestíbulo, a sala de música, a sala de jantar, a sala de almoço ,além do hall das escadas.
O segundo e terceiro pavimentos eram destinados à família, sendo uma área mais privativa. No segundo pavimento encontram-se o quarto de vestir de Alice e outro destinado a Francisco, algumas sacadas cobertas e descobertas, roupeiros, a sala de banhos e varanda. Já no terceiro pavimento os dois quartos do casal, um terceiro quarto, varanda, sanitários, uma capela particular e biblioteca. O quarto pavimento possui um mirante. Pela parte externa é possível identificar as diferenças de utilização dos pavimentos, onde o térreo e o primeiro pavimento apresentam uma fachada mais rústica.[carece de fontes?]
Repleto de múltiplas divisões internas e decoração carregada em dourados e estuques de autoria do maranhense Newton de Sá. Também apresenta  azulejos decorados no estilo art nouveau, mosaicos com reproduções semelhantes aos de Pompéia, relevos com temática greco-romana, pisos em vidro e outros revestimentos dos mais variados. Na parte externa, encontram-se telhas em ardósia colorida, com detalhes de acabamento em ferro para o telhado em mansarda com torreão.

## Decoração
O Palacete Bolonha é ricamente decorado, desde seus pisos e paredes até os forros de seus cômodos. No piso encontra-se diferentes materiais, como o mármore, pastilhas,porcelana, lajotas hexagonais, placas de vidro e assoalho em madeira de lei. A decoração das paredes varia de acordo com a utilização do cômodo, sendo em algumas partes de reboco liso, outras em azulejos branco ou decorado, alguns em madeira, ladrilho e até painel cerâmico. O estuque também foi muito utilizado, seja para formar molduras nas paredes ou para formar guirlandas decorativas de flores, painéis com ninfas e anjos, cabeça de leão entre outros. Ele servia também para demonstrar o uso do ambiente, por exemplo, a sala de música do Palacete Bolonha foi decorada com painéis de instrumentos musicais.
No térreo, os azulejos que decoram a sala de refeições dos empregados, com o monograma "FB" são iguais aos que estão no salão de almoço dos proprietários, não existindo uma distinção. Foram feitos sob encomenda e importados da Europa. No primeiro pavimento, onde era a sala de música, existia um piano de cauda. No segundo pavimento, destaca-se um cofre embutido na sala de roupeiro masculino.
Os poucos pisos de madeira são a maior parte de madeira pau-amarelo e acapú, com incrustações ou formando desenhos, em marchetaria.[carece de fontes?] Com relação aos forros, a maior parte é em estuque, porém em alguns dos ambientes foram adotadas pinturas simulando madeira, assim como alguns dos tetos estão revestidos com azulejos decorados ou placas metálicas. Em sua decoração é possível visualizar também muitas grades, balcões em ferro fundido, sempre ricamente trabalhado.[carece de fontes?]

## Mobiliário
O Palacete Bolonha era ricamente mobiliado. Segundo o inventário do leilão realizado em 1938 haviam: no pavimento térreo encontrava-se o refrigerador elétrico, armários grandes revestidos de porta de ferro e com mármore embutido, espelho grande de cristal facetado, muitas balanças, mesas com mármore branco embutido para cozinha, fogão a gás e um piano mudo para estudo de teclado. No segundo andar, existia um belíssimo piano de cauda da famosa marca Bluthner, com teclado de marfim. A mobília era francesa com estofados de seda grená e dourado a fogo. Apresentava diversos adereços, como cachepots de metal e de porcelana, estatuetas de mármore branco, estatuetas de bronze, estatuetas de bronze e marfim de G. Jaeger,  jarras e tapetes aveludados. No terceiro andar, era decorado com um valioso espelho parisiense com quatro faces de cristal facetado, estante envidraçada, mesa com gavetas e mármore cinza embutido, mesas pequenas com tampo de cristal grosso, espelhos pequenos,  camas com tela de arame, mesinhas de cabeceira, cadeira de embalo, cadeiras avulsas, cadeira para fazer oração, cadeira para repouso e mesas de centro.
Era também repleto de diversos guarda-vestidos com porta de espelho de cristal biselado, muitos roupeiros e cômodas de vários tamanhos, tudo com pedra mármore e toilettes-lavatórios com espelho de cristal biselado e mármore.

## Infraestrutura do Palacete
A residência foi equipada com instalações elétricas e hidráulicas das mais modernas que existiam à época. Foram utilizados eletrodutos de cobre que passavam no interior das paredes, sem ficar à mostra, além de outros circuitos, disjuntores, tomadas e interruptores para a parte elétrica. Neste período Belém era provida de energia trifásica pela empresa Pará Electric Railways and Lighting Company.
Com relação à parte hidráulica, possuía instalações de água fria e quente em todos os andares do casarão. Belém já tinha o serviço de abastecimento de água desde 1884, fornecido pela Companhia de Águas do Estado do Pará. Utilizaram de tubulações e conexões em ferro fundido, a residência foi equipada de caixas de descargas, sifões, vasos sanitários e mictório vindos do exterior.
Outra infraestrutura implementada na residência foi a rede de esgoto para cozinha, banheiros, lavanderia, tanques e lavatórios. Também possuía estrutura de gás encanado, à época fornecido pela Companhia de Gás do Pará.

## Restauro
Foi reinaugurado em dezembro de 2020, revitalizado, porém mantendo suas paredes, teto, piso e parte elétrica em sua originalidade. O investimento nas obras de restauro foram cerca de cinco milhões de reais, passando por obras na parte interna e externa.
O Palacete Bolonha é um Museu Casa aberto para visitação.[carece de fontes?]